# 恩格斯大街 (聖彼得堡)

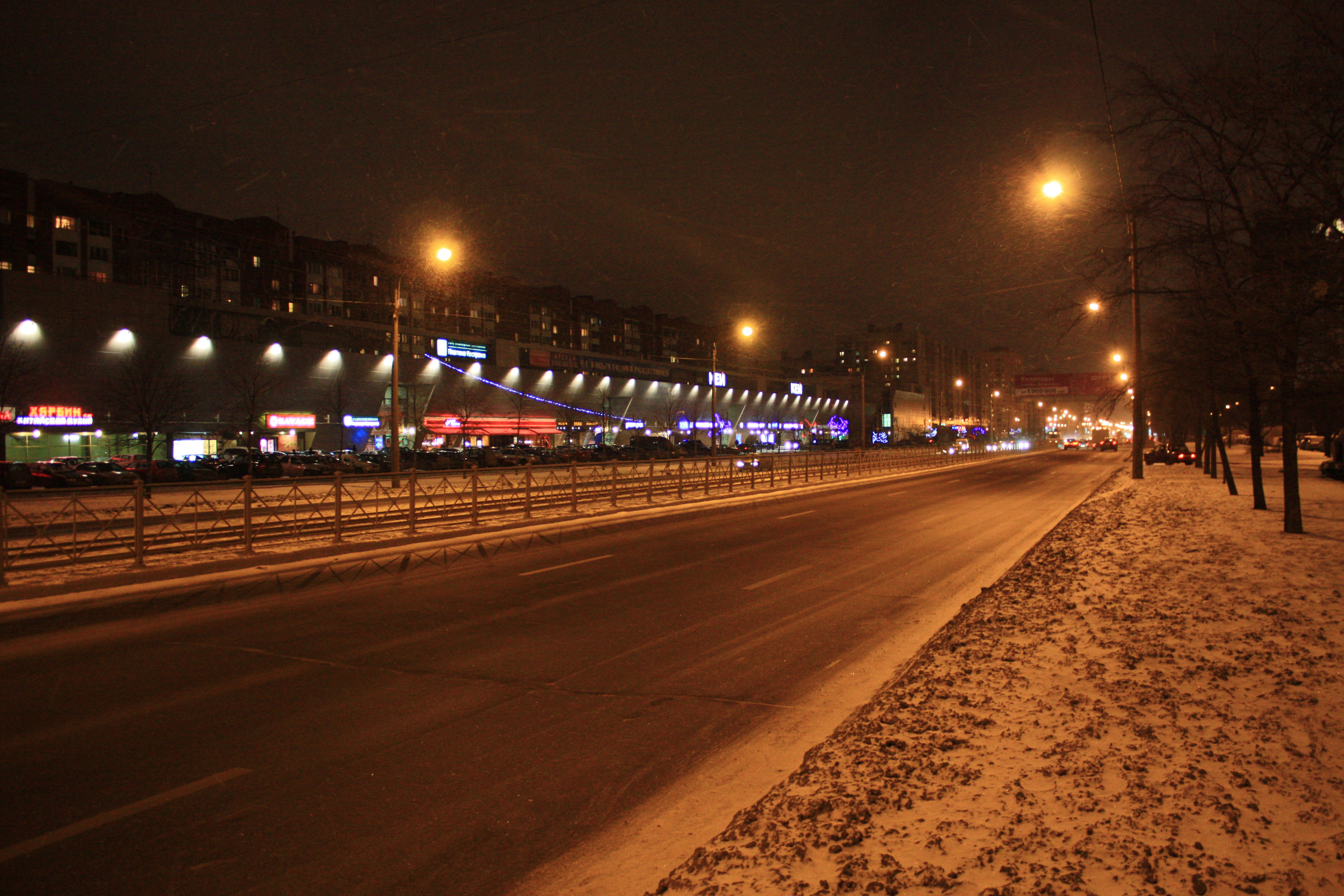
夜景（2009年）

恩格斯大街（俄语：Проспе́кт Э́нгельса）是俄羅斯第二大城市聖彼得堡的一條街道，位於涅瓦河北岸。南起桑普索尼耶夫斯基大街與維堡公路的岔口，北止於聖彼得堡環形路，此後為A129公路，通往卡累利阿共和國的索爾塔瓦拉。全長11公里。
1918年以科學社會主義共同創始人弗里得里希·恩格斯命名。